# Ångslupen Agnes
Ångslupen Agnes är ett svenskt passagerarångfartyg med hemmahamn i Born i Rättviks kommun.
S/S Agnes har gått på Fyrisån och mellan 1927 och 1955 som timmerbogserare vid Brosågen i Vansbro. Därefter har hon varit fritidsbåt på Siljan och Orsasjön till 1968. Hon bedriver sommartid trafik på sjön Ljugarn.